# Albias
Albias är en kommun i departementet Tarn-et-Garonne i regionen Occitanien i södra Frankrike. Kommunen ligger i kantonen Nègrepelisse som tillhör arrondissementet Montauban. År 2022 hade Albias 3 272 invånare.

## Befolkningsutveckling
Antalet invånare i kommunen Albias
| Referens: INSEE |